# آنتیوک (اوهایو)
آنتیوک (به انگلیسی: Antioch) یک روستا در ایالات متحده آمریکا است که در شهرستان مونرو، اوهایو واقع شده‌است. آنتیوک ۰٫۲۸ کیلومتر مربع مساحت و ۸۶ نفر جمعیت دارد و ۳۲۶ متر بالاتر از سطح دریا واقع شده‌است.